# أنطونيو رودريغيز فيرير
أنطونيو رودريغيز فيرير هو ملحن كوبي، ولد في 23 أغسطس 1864، وتوفي في 22 أكتوبر 1935.